# Хвилі-вбивці

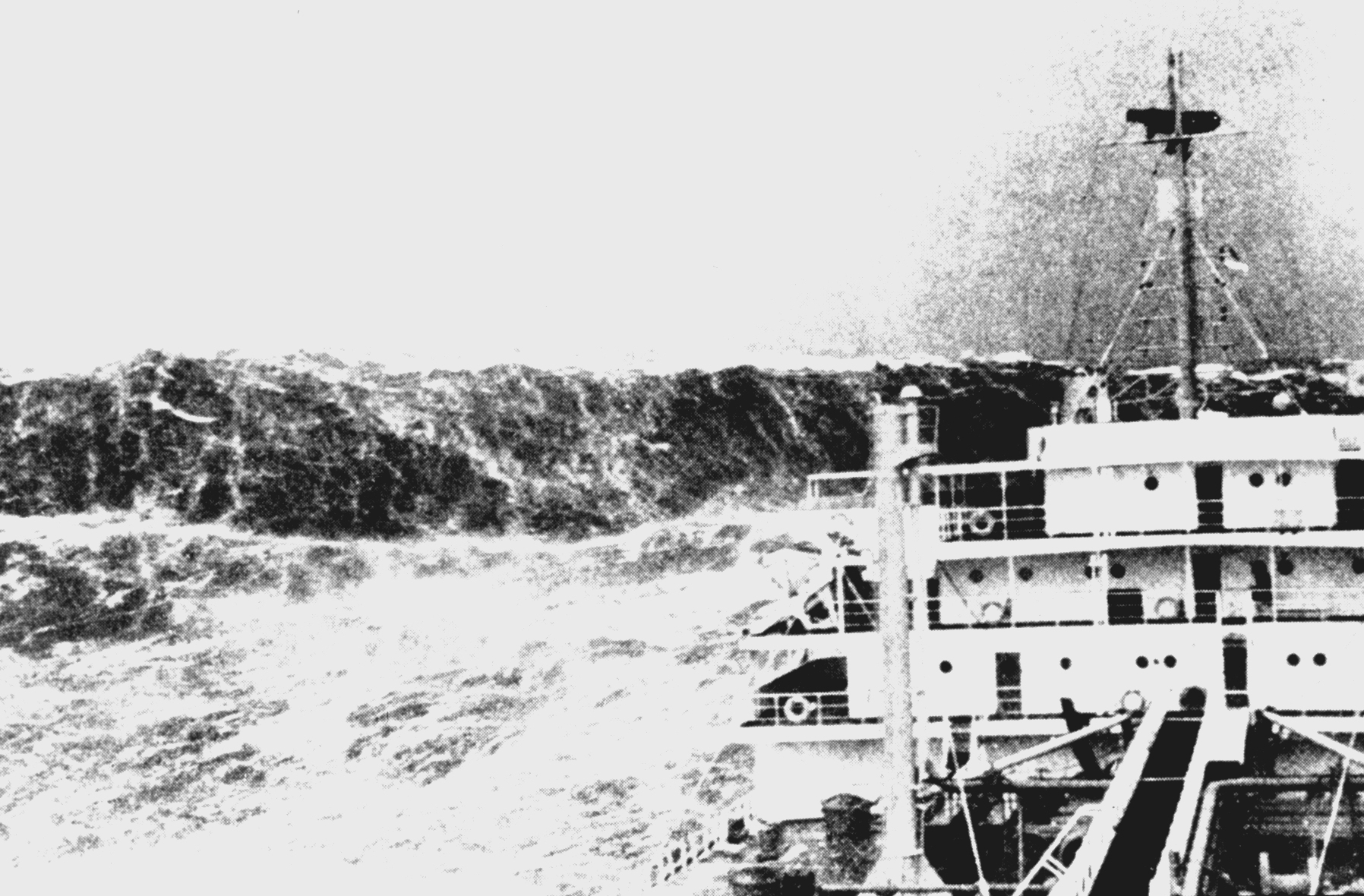
Хвиля-вбивця насувається на судно. Біскайська затока, прибл. 1940-і роки.

Хвилі-вбивці (Блукаючі хвилі, хвилі-монстри, біла хвиля, (англ. rogue wave — хвиля-розбійник) — гігантські поодинокі хвилі висотою 20-30 м (іноді більше), що виникають в океані, і мають нехарактерну для морських хвиль поведінку. Тривалий час існування таких хвиль було сумнівним, оскільки повідомлення про них існували лише у вигляді свідчень очевидців. Вперше хвиля-вбивця була зафіксована вимірювальним приладом 1 січня 1995 року на нафтовій платформі «Дропнер» у Північному морі біля берегів Норвегії, і отримала назву «хвиля Дропнера».

## Загальна характеристика
Справжні «хвилі-вбивці» являють небезпеку для суден і морських споруд. Конструкції судна, що зустрівся з такою хвилею, можуть не витримати величезного тиску води (до 980 кПА, 9,7 атм), і судно затоне за лічені хвилини.
Важлива обставина, яка дозволяє виділити феномен хвиль-вбивць в окрему наукову і практичну тему, і відокремити від інших явищ, пов'язаних з хвилями аномально великої амплітуди (наприклад, цунамі) — поява «хвиль-убивць» нізвідки.
На відміну від цунамі, що виникають у результаті підводних землетрусів або зсувів і набирають велику висоту лише на мілководді, поява «хвиль-убивць» не пов'язана з катастрофічними геофізичними подіями. Ці хвилі можуть з'являтися при малих вітрах і відносно слабкому хвилюванні, що призводить до ідеї [Архівовано 9 лютого 2012 у Wayback Machine.] про те, що саме явище «хвиль-убивць» пов'язано з особливостями динаміки самих морських хвиль і їх трансформації при розповсюдженні в океані.
Довгий час блукаючі хвилі вважали вигадкою, бо вони не вкладалися в жодну математичну модель виникнення та поведінки морських хвиль (з погляду класичної океанології, хвилі заввишки більше 20,7 м існувати в океанах Землі не можуть[джерело?]), а також не було достатньої кількості достовірних свідчень. Проте, дослідження в межах проєкту MaxWave («Максимальна хвиля»), який передбачав моніторинг поверхні світового океану за допомогою радарних супутників ERS-1 і ERS-2 Європейського космічного агентства (ESA), зафіксували за три тижні по всій земній кулі більше 10 поодиноких гігантських хвиль, висота яких перевищувала 25 м[джерело?]. Ці дослідження змусили по-новому розглянути причини загибелі за минулі два десятиліття суден такого розміру, як контейнеровози і супертанкери, включивши в число можливих причин і хвилі-вбивці.
Новий проєкт отримав назву Wave Atlas (Атлас хвиль) і передбачає складання всесвітнього атласу спостереження хвиль-убивць і статистичну його обробку.

## Причини виникнення
Можливо, причиною виникнення гігантських поодиноких хвиль є рух із деякою певною швидкістю фронту високого атмосферного тиску в напрямку зони низького тиску (розширення зони високого тиску), як це описується в роботі Шумілова В. Н. При такому «наступі» фронту високого тиску виникає явище, майже аналогічне нагону води на мілководну східну частину Балтійського моря, коли рівень води в Неві в Санкт-Петербурзі піднімається на кілька метрів.

Модель, що демонструє утворення хвилі-вбивці

Іншою можливою причиною називаються інтерференційні максимуми при накладенні хвиль різної спрямованості, що поширюються у водній товщі. Найвірогіднішими зонами утворення хвиль в цьому випадку називаються зони морських течій, бо в них хвилювання, викликані неоднорідністю течії й нерівностями дна, найбільш постійні і інтенсивні.
Ще однією причиною виникнення таких хвиль може бути різниця в енергетичних потенціалах різних шарів води, яка за певних обставин «розряджається», як в атмосфері під час грози або смерчу. Верхній шар води, насичуючись киснем накопичує позитивний електричний-потенціал, а глибинні шари, що містять в собі розчинений метан, низьковалентні оксиди заліза, марганцю і т. д., негативний, при певних умовах ця енергія може викликати збурення і рух великих мас води. Корабель, підводний човен, який-небудь предмет, удар блискавки, сплеск або ще щось, може просто замкнути контакти у схемі й запустити «хвильовий двигун» і він зможе працювати, як «на всмоктування» з всмоктуючою воронкою, так і на виштовхування маси води на поверхню.
Цікаво, що такі хвилі можуть бути як гребенями, так і западинами, що підтверджується очевидцями. Подальше дослідження привертає ефекти нелінійності в вітрових хвилях, здатні приводити до утворення невеликих груп хвиль (пакетів) або окремих хвиль (солітонів), здатних проходити великі відстані без значної зміни своєї структури. Подібні пакети також неодноразово спостерігалися на практиці. Характерними особливостями таких груп хвиль, що підтверджують цю теорію, є те, що вони рухаються незалежно від іншого хвилювання і мають невелику ширину (менше 1 км), причому висоти різко спадають по краях.

## Чисельне моделювання хвиль-убивць

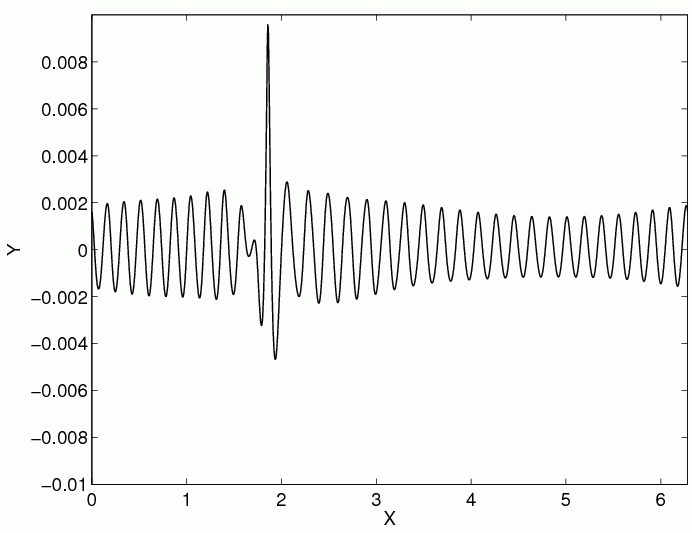
Чисельне моделювання хвилі-вбивці

Пряме моделювання хвиль-вбивць було зроблено в роботах В. Є. Захарова, В. І. Дьяченко, Р. В. Шамина.  Використовуючи особливий вид рівнянь[який?], вдалося проводити обчислення з великою точністю і на великих часових інтервалах. Під час численних експериментів було отримано характерні профілі для хвиль-вбивць, які добре узгоджуються з експериментальними даними.
Під час великої серії обчислювальних експериментів з моделювання динаміки поверхневих хвиль ідеальної рідини, що мають характерні для океану фізичні параметри, були побудовані емпіричні функції частот виникнення хвиль-вбивць залежно від крутизни (~ енергії) і дисперсії початкових даних[джерело?].

## Відомі випадки
- Вранці 7 лютого 1933 року на корабель ВМС США «Рамапо», який прямував із Маніли в Сан-Дієго, обвалилася хвиля заввишки 34 м[3].
- У квітні 1966 року в середній Атлантиці італійський трансатлантичний лайнер Michelangelo[en] зазнав удару білої хвилі; двох пасажирів змило в море, 50 було поранено. Корабель отримав серйозні пошкодження носової частини й одного з бортів.
- У вересні 1995 року британський трансатлантичний лайнер «Куїн Елізабет 2» в Північній Атлантиці під час урагану Луїса спробував «осідлати» 29-метрову хвилю, яка з'явилася прямо по курсу.
- У листопаді 2020 року хвилю висотою 17,6 м, яка виникла раптово, піднявши буй, було зареєстровано в Тихому океані біля узбережжя Британської Колумбії[4].
- У квітні 2024 року система картографії погоди у режимі реального часу, вдруге за місяць, зафіксувала велику хвильову аномалію між Антарктидою та Південною Африкою. Вперше великі хвилі на обмеженій ділянці посеред океану 10 квітня зафіксував метеорологічне додаток Ventusky, що належить чеській компанії InMeteo. Через два тижні, 25 квітня о 8 годині ранку (за східним часом), на картах з'явилася ще одна схожа хвильова аномалія приблизно в тому ж місці, яка виглядала ще дивнішою. Згідно з картами, хвилі в цьому районі досягали висоти понад 24 м[5][6].

## Хвилі-вбивці в мистецтві
- У фільмі «Посейдон» 2006 року, жертвою хвилі-вбивці став пасажирський лайнер «Посейдон», що йшов в Атлантичному океані в новорічну ніч. Хвилею корабель перевернуло кілем вгору, і через кілька годин він затонув.
- Фільм Рідлі Скотта «Білий шквал» розповідає про загибель навчального судна від раптового шквалу з подальшим виникненням величезної хвилі.
- «Ідеальний шторм» — пригодницька драма, заснована на реальних подіях, що сталися під час урагану «Грейс» на узбережжі Америки.